# Спасо-Преображенська церква (Великі Сорочинці)
Спасо-Преображенська церква у Великих Сорочинцях — один із найкращих зразків церковної архітектури Лівобережної України стилю українського бароко початку XVIII століття. Розташована в селі Великі Сорочинці, Миргородський район, Полтавська область. Пам'ятка архітектури національного значення, охоронний № 594.

## З історії храму
Час спорудження першої, дерев'яної, на честь Преображення Господнього церкви в сотенному містечку Сорочинці невідомий. Імовірно, що це була одна з найдавніших церков містечка. Була вона в межах містечкових фортечних укріплень і, ймовірно, була збудована в другій половині XVII століття за участі Миргородського полковника Павла Апостола.
Документально свідчить про існування церкви в I-й чверті XVIII століття компут Миргородського полку 1723 року, що згадує настоятеля храму отця Максима Варлаамовича, пресвітера Свято-Спаського, школу і шпиталь при церкві та церковний шинок. Дерев'яна церква існувала до 1734, коли була розібрана у зв'язку із закінченням будівництва та освяченням нової мурованої церкви.
Спорудження мурованого храму розпочалося 1723 і було викликане бажанням гетьмана Данила Апостола облаштувати свою Сорочинську резиденцію, яка виконувала роль неофіційної столиці гетьманської України. За деякими свідченнями будував храм відомий архітектор Степан Ковнір. Каменярі були з Полтави і Опішні. Допоміжні роботи виконували місцеві козаки. 1732 року будівельні роботи завершилися. У церемонії освячення брав участь фундатор — гетьман Лівобережної України Данило Апостол з 10-ти тисячним почтом козаків.
Збудована в стилі українського бароко церква спочатку була дев'ятидільною, хрещатою в плані спорудою. Первісно церква мала дев'ять бань. Після пожежі 1811 року, коли церкву вразила блискавка, чотири менші бані були зняті і нині церква має лише п'ять бань.
У 1867 поряд із храмом збудували дерев'яну дзвіницю. У 1895 церква мала три вівтарі: головний на честь Преображення Господнього, другий — Святої Трійці, третій — Покрови Пресвятої Богородиці.
22 березня (3 квітня) 1809 в Спасо-Преображенській церкві був охрещений Микола Гоголь. Хрещеним батьком був полковник М. М. Трохимовський, син лікаря М. Я. Трохимовського, що приймав пологи в матері Гоголя.
Церква відома як усипальня родини Апостолів. 5 лютого 1734 київським митрополитом Рафаїлом (Заборовським) у склепі було поховано гетьмана Данила Апостола. Там же були прах гетьманової дружини Уляни, його сина — Миргородського полковника Павла Апостола, дочок, фельдмаршала П. Лассі
1937 року дерев'яна дзвіниця була розібрана, а церква закрита.
Богослужіння було відновлено в грудні 1941 року, під час німецької окупації. 1960 року влада знову зняла з реєстрації релігійну громаду.
Поруч із церквою в листопаді 1961, на місці розстрілу жителів с. Великі Сорочинці німецькими окупантами, насипана символічна могила і встановлено дерев'яний хрест. На металевій табличці напис: «Вічним в пам'яті народній жертвам кривавого злочину (в листопаді 1941 р.) від земляків — сорочинців».
1963 року храм був включений до списку пам'яток архітектури УРСР, а 1964 року почались рятувальні та реставраційні роботи. Роботи велися до 1988 року.

## Архітектура
Церква відзначається багатством декоративного оформлення фасадів у стилі українського бароко. Центральна дільниця храму увінчана багатозаломною банею на 12-гранному світловому барабані. В інтер'єрі панує унікальний дерев'яний 5-ярусний різьблений іконостас, утворений трьома іконостасами. На стіні бабинця — герб гетьмана Данила Апостола.

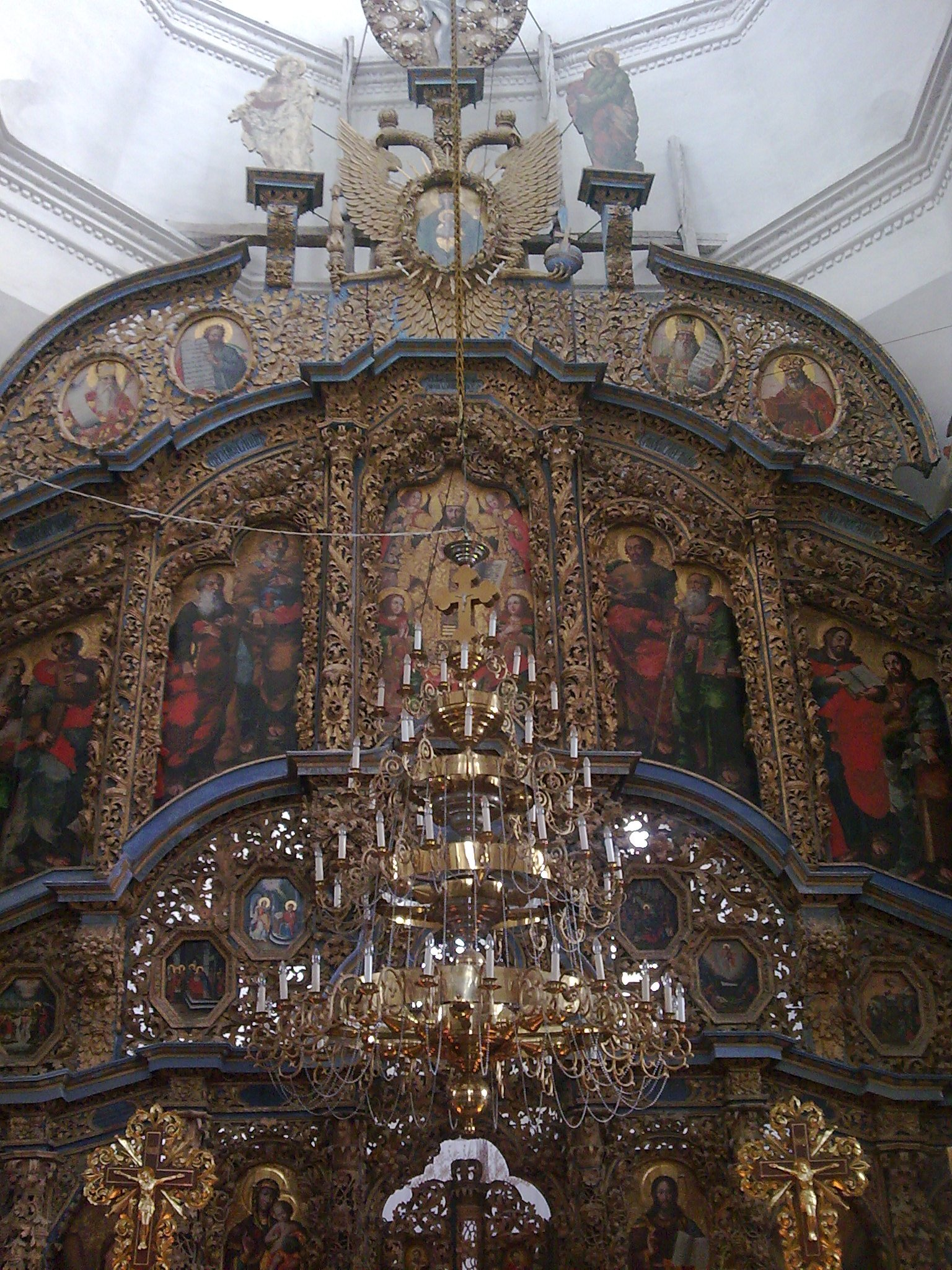
Іконостас храму
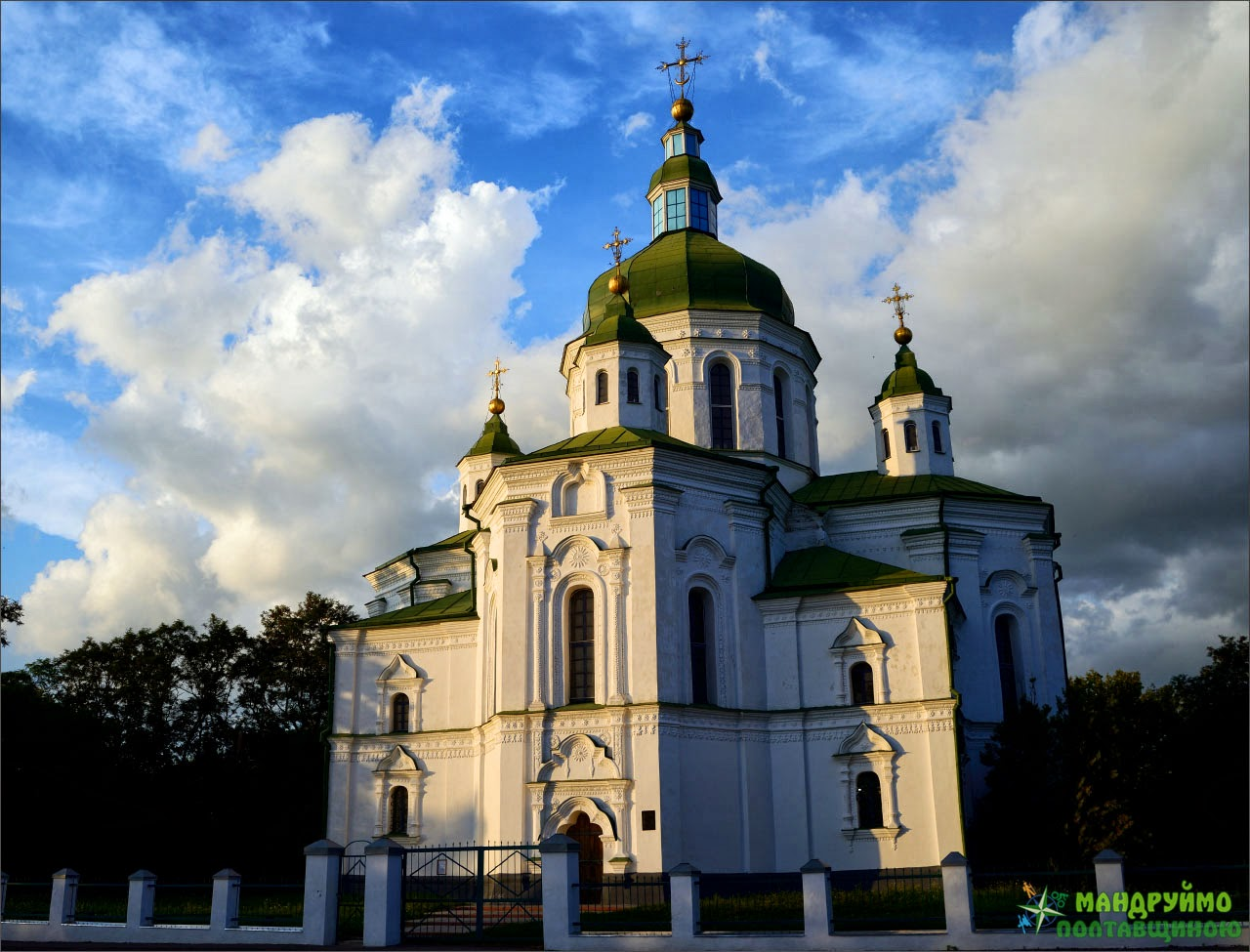
Загальний вигляд
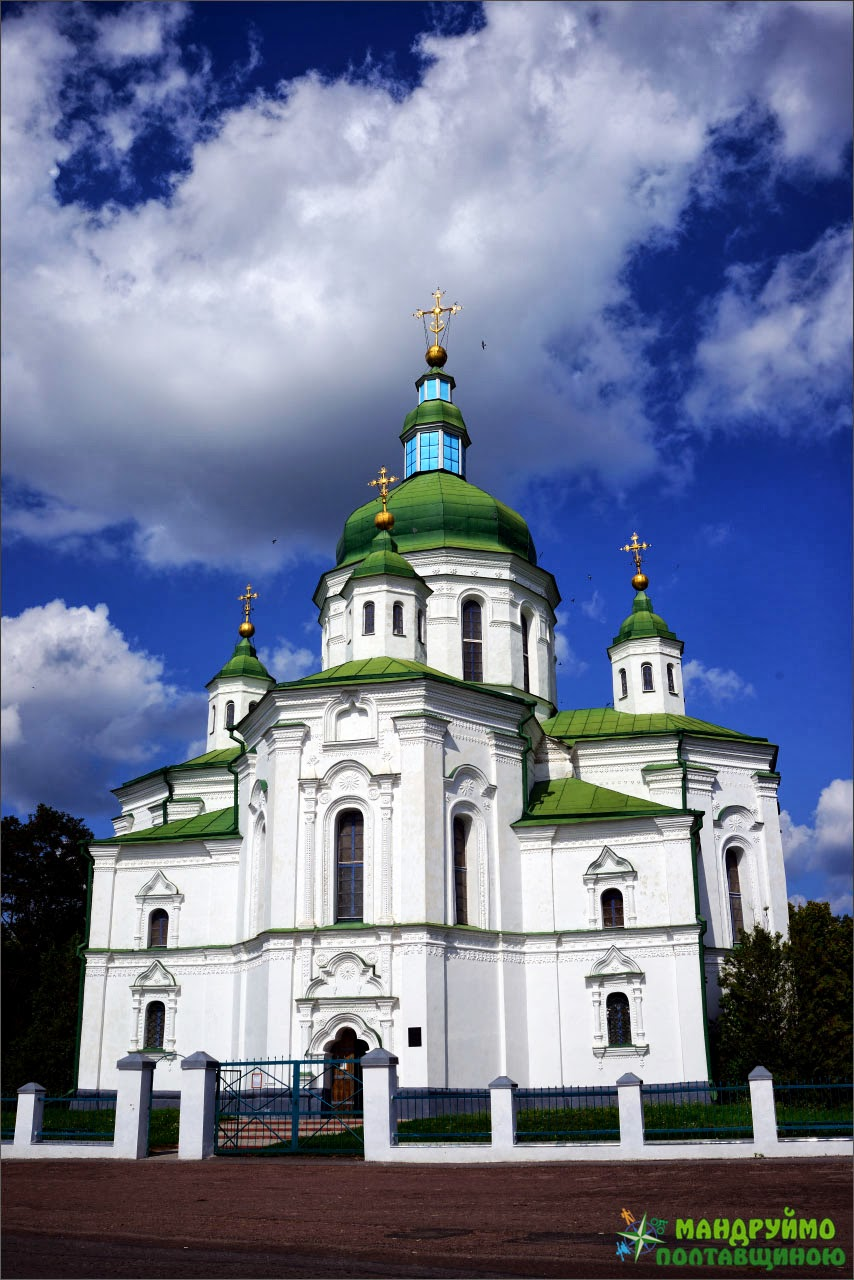
Загальний вигляд

### Іконостас
Преображенська церква відома своїм іконостасом, 
| «який є пам’яткою українського мистецтва першої третини 18 ст. За відсутності стінописів він несе на собі головне змістовне і декоративне навантаження. Іконостас п’ятиярусний, шириною 17, висотою — 22 м, виготовлений із липового дерева. Складається з окремих щитів, з’єднаних між собою каркасом. Поверх синього фону було накладене ажурне різьблення, що складається із орнаментів зі стилізованими рослинними орнаментами — гронами винограду, грушами, яблуками, маківками, дубовим, виноградним та акантовим листям. Різьблення виконує декоративну функцію. Усі його елементи вкриті левкасом і первісно були позолочені, завдяки чому майстрами було досягнуто великої пластичності виробу. Іконостас складається з трьох окремих частин — центральної і бокових, кожна з яких має свої царські врата та дияконські двері. Яруси ідуть не прямими, паралельними лініями, а по вигнутих догори кривих, які ледь намічаються у бокових частинах іконостасу і підсилюються до центральної. Для більшого враження і художньої цілісності крива підтверджується карнизами та формою ікон кожного ярусу. Другий і третій яруси завершуються конструкцією на зразок трилопатевої арки. Увінчаний іконостас Розп’яттям. Первісно в іконостасі було 130 ікон, 12 з яких не збереглися, а на 18 живопис осипався разом з левкасом. У центральній частині та цокольному ярусі розміщено 14 гербів Д. Апостола та дві ікони: «Страта Св. Катерини» і «Мучениця з левами». У першому ярусі — намісні ікони, зліва направо: «Успіння Богоматері», «Архангел Михайло», «Замилування», «Христос», «Архангел Гавриїл», «Вознесіння»; з боків — ікони Св. Уляни та пророка Даниїла, які деякі дослідники вважають портретами гетьмана Данила Апостола та його дружини Уляни. Над центральними царськими вратами розміщена ікона «Спас-нерукотворний». У другому ярусі — ікони житійного циклу Ісуса Христа з «Таємною вечерею» в центрі. Третій ярус — Деісусний чин без Богоматері та Іоанна Хрестителя. У четвертому — зображення пророків у медальйонах. З боків розміщені вирізані по контуру фігури. Зліва — ангел, що трубить, справа — ангел, що згортає небо. Завершує центральну частину іконостасу різьблений двоголовий орел із вмонтованим круглим медальйоном з іконою Богоматері з немовлям та розп’яттям над ним. Обабіч орла вирізьблені по контуру зображення: зліва — Марія Магдалина, справа — Мати Божа. Північна частина іконостасу складається із чотирьох ярусів. У цокольному збереглись лише три ікони: «Антоній Печерський», «Страта Святої Варвари» та «Адам і Єва». Перший ярус займають зображення отців церкви та намісні ікони: «Покрова», «Введення до храму» та «Благовіщення». Другий ярус присвячено житію Іоакима та Анни. У третьому — Деісусна композиція з центральною іконою «Мати Божа з немовлям та ангелами». Четвертий ярус займають зображення пророків у медальйонах. Південний іконостас також чотириярусний. У цокольній частині збереглася лише одна ікона — «Страта Святої Катерини». Перший ярус складається із намісних ікон — «Зішестя до пекла», «Вознесіння», «Зішестя Святого духа», «Трійця», зображення отців церкви. Південні врата займає зображення Мельхиседека на повен зріст. Другий ярус займають ікони святкового циклу. Третій ярус — Деісусний чин з центральною іконою «Христос з Іоанном Хрестителем», обабіч якої дві ікони із зображенням апостолів — по три на кожній іконі. Четвертий ярус завершують ікони «Бог Саваоф» у центрі, обабіч якого по два медальйони із зображенням пророків. Усі ікони іконостасу написані на липових дошках. Частина ікон виконана кількома художниками, на що вказують відмінности у стилі виконання. Ряд дослідників висловлює припущення, що місцем виготовлення іконостасу могли бути майстерні Києво-Печерської лаври, однак не виключена робота над ними і майстрів Лівобережжя. Серед авторів ікон називають художників Києво-Печерської лаври Івана Максимовича та Феоктиста Павловського, миргородського художника Луку Боровика та Василя Реклинського (останньому приписують ікони «Успіння Богородиці», «Мати Божа Знамення» та «Свята Уляна». Загальною рисою, яку відмічають для всіх майстрів ікон, є поява нових прийомів письма: світлотіні та лінійної перспективи, розвиток майстерності портрету, пейзажу. Живопис сорочинського іконостасу зробив великий вплив на подальший розвиток українського мистецтва.»[3] |

## Сучасність
У 1992 р. храм знову був повернений релігійній громаді.
1996 року нащадки Гетьмана Данила Апостола, що проживають нині у Франції, подарували 7 мідних дзвонів. Того ж року було збудовано 15-метрову дзвіницю.

### Розклад богослужінь
Суботній день:

15:00 — вечірня 
Недільний день:

09:00 — ранкова літургія
Великі свята в будні та вихідні дні:

09:00 — ранкова літургія

15:00 — вечірня 